# Mehdi Gholi Hedayat
Mehdi Gholi Hedayat (en persan : مهدیقلی هدایت), dit Mokhber os-Saltâneh, est un homme d'État, écrivain et musicologue iranien né à Téhéran le 17 janvier 1864 et mort dans la même ville le 13 septembre 1955.
Il a joué un rôle dans la révolution constitutionnelle de l'Iran, a été gouverneur des provinces du Fars et de l'Azerbaïdjan, et enfin Premier ministre au début de l'ère Pahlavi.
Mehdi Gholi Hedayat était également un musicologue éclairé, auquel on doit notamment les premières transcriptions complètes du répertoire de la musique perse (radifs), dont il présenta le manuscrit en 1928 au conservatoire de musique national.